# Velika nagrada Argentine
Velika nagrada Argentine je bila dirka svetovnega prvenstva Formule 1, ki je potekala s prekinitvami med sezonama 1953 in  1988.
Dirko je v Argentino pripeljal nekdanji predsednik Juan Perón pod vplivov velikih uspehov legendarnega Juana Manuela Fangia. Prva dirka v sezoni 1953 se je končala tragično, ne le zaradi odstopa Fangia, ampak predvsem zaradi nesreče na gledalski tribuni, zaradi katere je umrlo devet gledalcev. V naslednji sezoni 1954 pa so gledalci le dočakali težko pričakovano zmago Fangia, ki je uspeh ponovil še v sezonah 1954 in 1957. Po sezoni 1960 se je dirka umaknila s koledarja Formule 1, do sezone 1972, ko se je pojavil nov argentinski heroj, Carlos Reutemann in na svoji sploh prvi dirki Formule 1 v karieri je takoj osvojil najboljši štartni položaj, kar ni uspelo še nikomur, a zmagal je vseeno Jackie Stewart. Prenovljeno dirkališče se je v sezoni 1995, toda ne za dolgo, saj se je po zmagi Michaela Schumacherja v sezoni 1998 za zdaj dokončno poslovila s koledarja dirk Formule 1.

## Zmagovalci Velike nagrade Argentine
Roza ozadje označuje dirke, ki niso štele za prvenstvo Formule 1.
| Leto | Dirkač             | Konstruktor      | Dirkališče   | Poročilo |
| ---- | ------------------ | ---------------- | ------------ | -------- |
| 1998 | Michael Schumacher | Ferrari          | Buenos Aires | Poročilo |
| 1997 | Jacques Villeneuve | Williams-Renault | Buenos Aires | Poročilo |
| 1996 | Damon Hill         | Williams-Renault | Buenos Aires | Poročilo |
| 1995 | Damon Hill         | Williams-Renault | Buenos Aires | Poročilo |
| 1981 | Nelson Piquet      | Brabham-Ford     | Buenos Aires | Poročilo |
| 1980 | Alan Jones         | Williams-Ford    | Buenos Aires | Poročilo |
| 1979 | Jacques Laffite    | Ligier-Ford      | Buenos Aires | Poročilo |
| 1978 | Mario Andretti     | Lotus-Ford       | Buenos Aires | Poročilo |
| 1977 | Jody Scheckter     | Wolf-Ford        | Buenos Aires | Poročilo |
| 1975 | Emerson Fittipaldi | McLaren-Ford     | Buenos Aires | Poročilo |
| 1974 | Denny Hulme        | McLaren-Ford     | Buenos Aires | Poročilo |
| 1973 | Emerson Fittipaldi | Lotus-Ford       | Buenos Aires | Poročilo |
| 1972 | Jackie Stewart     | Tyrrell-Ford     | Buenos Aires | Poročilo |
| 1971 | Chris Amon         | Matra            | Buenos Aires | Poročilo |
| 1960 | Bruce McLaren      | Cooper-Climax    | Buenos Aires | Poročilo |
| 1958 | Stirling Moss      | Cooper-Climax    | Buenos Aires | Poročilo |
| 1957 | Juan Manuel Fangio | Maserati         | Buenos Aires | Poročilo |
| 1956 | Luigi Musso        | Ferrari          | Buenos Aires | Poročilo |
| 1955 | Juan Manuel Fangio | Mercedes         | Buenos Aires | Poročilo |
| 1954 | Juan Manuel Fangio | Maserati         | Buenos Aires | Poročilo |
| 1953 | Alberto Ascari     | Ferrari          | Buenos Aires | Poročilo |